# Fumibotys
Fumibotys és un gènere monotípic d'arnes de la família Crambidae que va ser descrit per Eugene G. Munroe el 1976. La seva única espècie, Fumibotys fumalis, la arna de l'arrel de la menta, descrita per Achille Guenée el 1854, es troba a la major part d'Amèrica del Nord.
L'envergadura és d'uns 20 mm. Les ales són de color entre taronja i marró clar amb una gran taca fosca prop del centre de l'ala.
Les larves joves s'alimenten de les fulles de les espècies de Mentha, mentre que les larves més velles s'alimenten de les arrels i rizomes de la planta hoste. Les larves joves són de 2 a 3 mm. Són de color entre groc i verd clar amb ratlles fosques. Les larves més grans arriben a una longitud de 19 mm. Tenen un cos de color groc i un cap de color marró vermell. Les espècies passen d'hivern a l'etapa prepupal enterrades al voltant de les arrels del seu amfitrió. La pupació té lloc a la primavera.